# Planet X
Planet X fue una banda de metal/fusión puramente instrumental. Sus rítmicas son irregulares en cuanto al tiempo. Su sonido es innovador y futurista, inmerso en el ambiente espacial. Sus miembros son el virtuoso tecladista Derek Sherinian (Ex Alice Cooper y Dream Theater) junto a Virgil Donati, uno de los bateristas y compositores más complejos, siendo ellos los principales fundadores de la banda. Por último, posteriormente convocado, el aclamado y famoso guitarrista Tony MacAlpine.
Jimmy Johnson, Rufus Philpot, Dave LaRue, Tom Kennedy y Tony Franklin fueron bajistas que han colaborado en distintas ocasiones.

## Trasfondo
En 1999 Virgil Donati es recomendado a Derek Sherinian por Mike Varney (Importante productor discográfico, editor musical y empresario estadounidense.) Derek Sherinian se comunicó por teléfono con Virgil Donati para solicitarlo como baterista de su debut instrumental titulado: "Planet X". 
Ellos se reunieron en un estudio a improvisar musicalmente sin conocerse previamente, ni siquiera un poco. Derek quedó fascinado con la manera de tocar de Virgil y las ideas que el traía. Finalmente cuando empezó a fluir entre ellos se dieron cuenta de que podían crear música muy bien juntos. Como consecuencia de esta reunión magnífica, Virgil Donati termina participando también como Coescritor de "Planet X", siendo así este, el primer álbum solista de Derek Sherinian. Contaron con el guitarrista Brett Garsed, y el conocido bajista Tony Franklin, con los que seguirán colaborando a lo largo de los años, en diferentes oportunidades. 
Si bien Virgil Donati contribuyó ideas para la composición del álbum realizando un trabajo magnífico, se destacó la canción "Space Martini", la cual posteriormente en el año 2005 fue incluida en el álbum Drum Nation Volume 2, el cual recopila piezas virtuosas e infaltables de grandes bateristas/compositores, como Terry Bozzio, Simon Phillips y Dennis Chambers.

## Planet X, la banda.
Cuenta Virgil Donati, que Derek Sherinian lo llama por teléfono y le pregunta "Hombre, por que no formamos una banda?", lo cual Virgil Donati acepta con mucha alegría. Derek y Virgil entusiasmados comienzan a preguntarse como se llamará la banda que formaran, y finalmente la llaman como el primer nombre del álbum donde participaron juntos, Planet X.
Una vez comenzada esta aventura, audicionaron varios guitarristas. Finalmente llegó el virtuoso guitarrista Tony MacAlpine, mundialmente conocido y respetado por su amplia trayectoria solista y musical desde el año 1985. Virgil Donati cuenta en una interesante entrevista en Argentina que Tony MacAlpine fue al estudio a improvisar musicalmente con ellos, y quedaron absolutamente sorprendidos, ambos casi boquiabiertos. Antes de ese acontecimiento, Virgil Donati no conocía personalmente a Tony MacAlpine, solo sabía que era un guitarrista increíble. La primera vez que lo escuchó tocar fue en aquella reunión donde se juntaron los 3, allí comenzó su relación de amistad con el.
Posteriormente contaron con el respetado bajista Tom Kennedy para su disco debut. Tom Kennedy está considerado como uno de los más grandes bajistas de jazz por su potente groove y su característico fraseo solista.
Así fue el surgimiento de la banda Planet X, una banda puramente instrumental que innovó la música desde su creación.

## Universe
En el año 2000, la banda realiza su debut, "Universe", lanzado el 6 de junio de 2000 a través de Inside Out Music. El mismo contiene piezas complejas como "King of the universe" (Con la participación de Dick Smothers Jr., quien recita la intro de la canción). 
El álbum también contiene canciones menos progresivas y comerciales como "Europa" y su hit "Clonus". 
Virgil Donati compuso enteramente la canción "Dog Boots", la cual hasta hoy en día es una obra que influencia y sorprende a muchos bateristas en el mundo, destacándose el uso prolijo del doble bombo, el cual toca de forma constante a lo largo de 3:34 minutos. 
All About Jazz dio una reseña del álbum, anunciándole a la gente que "Universe" era algo especialmente para "Aquellos que sienten que lo han oído todo".

## Live from Oz, primer álbum en vivo.
El 13 de junio de 2001 Planet X se presentó en "The Corner Hotel", Richmond, Victoria, Melbourne. Esa misma noche grabaron su primer álbum en vivo titulado "Live from Oz", contaron con el bajista Dave LaRue.
El setlist de la noche fue variado, si bien ellos tocaron temas de la banda, también realizaron piezas impresionantes de "Planet X" (Álbum de Derek Sherinian). Así como presentaron "Ignotus Per Ignotum", una canción aún no publicada, parte de su próximo álbum, compuesta enteramente por Virgil Donati, la cual hoy en día es una de las piezas más importantes de la banda.
El álbum fue lanzado el 3 de abril de 2002 y fue mezclado por Simon Phillips, uno de los bateristas, compositores y productores más grandes de la historia.

## Moonbabies.
El 29 de julio del mismo año la banda publica su segundo trabajo titulado "Moonbabies", el cual fue producido por Simon Phillips. 
En esta oportunidad Virgil Donati toma mayormente las riendas de la situación, componiendo totalmente 6 canciones del álbum; se destacan altamente "Ground Zero", que fue inspirada en el 11 de septiembre, día del atentado terrorista a las Torres Gemelas, y en la que Simon Phillips aporto ideas. Se destaca la canción "Ignotus Per Ignotium" por la complejidad de la pieza. 
El álbum se admira mundialmente hasta el día de hoy, y es alabando el arte técnico de cada músico.
El guitarrista Tony MacAlpine, en particular, fue descrito como "Un mago. A menudo robando el espectáculo con sus solos de guitarra inspiradores".
En esta ocasión los bajistas convocados fueron tres:
Tom Kennedy - (Moonbabies, 70 VIR, Interlude In Milan, Ignotus Per Ignotum).
Billy Sheehan - (The Noble Savage, Micronesia)
Jimmy Johnson - (Ataraxia, Digital Vertigo, Midnight Bell)

## Quantum.
"Quantum" se lanzó el 18 de mayo de 2007. Un álbum con tintes totalmente espaciales a comparación de sus anteriores trabajos. En esta ocasión Tony MacAlpine ya no se encuentra como miembro de la banda. 
El guitarrista Allan Holdsworth, tal vez el guitarrista más importante de todos los tiempos, había sido originalmente contratado para figurar en la mayoría de las canciones, pero al final no pudieron terminar el proyecto al borrarse accidentalmente el material grabado. Como resultado, sus solos de Synthtaxe y guitarras permanecen únicamente en "Desert Girl" y "The Thinking Stone". Brett Garsed es el guitarrista principal del álbum.
Jimmy Johnson nuevamente participó como bajista del álbum. Rufus Philpot fue únicamente el bajista de las canciones "Space Foam" y "Quantum Factor".
El baterista Mike Mangini clasificó el álbum "Quantum" como uno de los más influyentes de batería para el.
Toda la música del álbum fue compuesta por Virgil Donati, excepto "Space Foam" (Derek Sherinian, Rufus Philpot).
AllMusic reseñó a Quantum como "Un salto cuántico por encima de los anteriores lanzamientos de Planet X" y "un álbum sorprendentemente maduro".

## Breve regreso de Tony MacAlpine.
El 18 de abril de 2009, se hizo un anuncio de Tony MacAlpine. El guitarrista había vuelto a unirse al grupo, con un nuevo álbum que se grabaría a finales del año. Realizaron numerosos shows durante mucho tiempo.
Sin embargo, para la tristeza del mundo de la música, más tarde declaró en una entrevista de octubre de 2012 que ya no era un miembro del grupo.

## Datos interesantes.
Planet X ha salido en giras mundiales que incluyen Japón, Australia, Holanda, EUA, Canadá, Polonia, Bulgaria y Rumania.
El sonido de Planet X se ubica lejos de lo que se consideraría "Rock de radio FM". Dijo Virgil Donati, "Nuestra marca de tiempo más exótica es 4" (que es, por mucho, la más común en los géneros musicales más comunes de la música occidental). En cualquiera de sus canciones, es común escuchar literalmente docenas de cambios de tiempo.
Las composiciones son estrictamente instrumentales, excepto por ocasionales intervenciones habladas (No cantadas), en estrecha relación con el jazz. Muchas canciones son solos virtuosos e increíbles extendidos, delimitados por cambios rítmicos o coros. Sin embargo, su sonido está totalmente distanciado de todo excepto el jazz fusión más avanzado, siendo una banda que innovó la música desde sus inicios.

## Discografía
- Universe (2000)
- Live From The Oz (2002)
- MoonBabies (2002)
- Quantum (2007)

## Miembros
Último
- Derek Sherinian - Teclado (2000-2011)
- Virgil Donati - Batería (2000-2011)
- Alex Machacek - guitarra (2009-2011)
- Dave LaRue – bajo (2000-2001;2008-2011)

Anteriormente
- Tony MacAlpine – guitarra (2000–2006)
- Brett Garsed - guitarra (2006–2009)
- Tom Kennedy – bajo (2000–2003)
- Ric Fierabracci – bajo (2003–2006)
- Jimmy Johnson – bajo (2006-2008)